# Leptataspis turana
Leptataspis turana är en insektsart som beskrevs av Victor Lallemand 1922. Leptataspis turana ingår i släktet Leptataspis och familjen spottstritar. Inga underarter finns listade i Catalogue of Life.